# Lady in Black
„Lady in Black“ je čtvrtá skladba alba Salisbury, které v roce 1971 vydala britská rocková skupina Uriah Heep.

## Téma
Autorem písně je Ken Hensley. V krátkém komentáři na obalu původního vinylového vydání, Hensley komentoval skutečnost, že "jeho inspirací se stal skutečný případ, překvapení pak jak ho navštívila dcera venkovského faráře právě v okamžiku, kdy byl ve velmi depresivním stavu". Výsledkem tohoto setkání byla píseň o "Lady in Black" - jejím filozofickém podobenství, které říká, že "zlo nemůže porazit síly zla".
I píseň vypovídá příběh pocitově vyprahlého muže, vojáka, "jednou v neděli ráno putujícího temným bojištěm, který potká osobu podobnou bohyni, dámu, jíž ve studeném větru vlají vlasy" a která se ho snaží utěšit. Dáma je analogií božské touhy po vítězství zdravého rozumu a touhy po míru. Říká, že "lidé, kteří se uchylují k válce nejsou o nic lepší než zvířata ..."

## Hudební struktura
Skladba je často chválena fanoušky, ale i kritikou jako dosud Hensleyho poeticky nejpovedenější dílo. Inspiroval se skladbou maďarské hudební skupiny Omega - Gyöngyhajú Lány (Dívka s perlami ve vlasech) z roku 1969. Kompozice "Lady in Black" má formu rockových balad a nemá tradiční skladbu střídání verzí a refrénů. Píseň je složená v A moll, a skládá se pouze ze dvou akordů: A moll a G dur. Její úvod je hrán akustickými kytarami, které spolu s bicími udržují základní rytmus.
Od druhé sloky je použita ve skladbě elektrická kytara spolu s basovou kytarou, které spolu vytvářejí výrazný, a přesto monotónně opakující se základní riff. Hensley zpívá text bez přestávky. Slova jsou rozděleny do pěti slok. Mezi každou z nich je postupně spojován vokál nahrazující refrén. Skládá z táhle zpívaného "ahh". Po posledním verši se tento vokál opakuje dokud píseň nezanikne do ticha.

## Publikování a odezvy
Píseň "Lady in Black" je jedním z nejpopulárnějších hudebních čísel, které na svých koncertech prezentuje kapela Uriah Heep. Song dosáhl obrovský úspěch v Německu a Rusku. V Spojeném království a Spojených státech singl této skladby nikdy oficiálně nevyšel, ale v roce 1977, kdy se dostal na německý hudební trh, vystoupil na vrchol jejich hudebního žebříčku, kde se udržel třináct týdnů. V té době ho nedokázal překonat ani hit "Mull of Kintyre", který nahrál tehdy velmi populární "exbeatle" Paul McCartney. Za své úspěchy na německém trhu singl "Lady in Black" dostal ocenění "Golden Lion", které je v této zemi ekvivalentem americké ceny Grammy a britské Brit Awards.
Během vydávání skladby jako singlu se často měnily jeho "béčkové" strany. Nejznámější skladbu na druhé straně takového hudebního nosiče byla píseň "Simon the Bullet Freak", ale byla jí i "Bird of Prey". V roce 1981 v Německu a v Nizozemsku vydali tento singl, na kterém byla stranou "B" "Easy Livin’"

## Nahrávka
Uriah Heep
- Mick Box - kytara
- Keith Baker - bicí
- Paul Newton - basová kytara
- Ken Hensley - zpěv, kytara

Produkce
- Producent - Jerry Braun
- Zvukař - Peter Gallen
- Zvukové zařízení - Ashley Howe a Les Cunningham
- Vydavatel - Sydney Bron Music Co. Ltd[6]

## Coververze
Skladba měla od svého vzniku množství coververzí. Některé se koncem 70. a počátkem 80. let 20. století spolu s Krylovými písněmi hojně zpívaly u táboráků bývalého Československa. Kromě nich vznikaly i oficiální upravené verze písně, jako například:
- V roce 1972 italská zpěvačka Caterina Caselli nahrála tuto skladbu pod názvem „L'uomo del Paradiso“ na její album Caterina Caselli 1972;[7] autorem italského etxtu byl Claudio Daiano and Ettore Carrera.[8]
- Coveverzi písně nahrála i finská folkmetalová kapela Ensiferum,
- V roce 1995 v Česku nahrála metalová skupina Arakain vlastní verzi skladby s textem Aleše Brichty pod názvem „Slečna Závist“
- V roce 2002 rumunská kapela Iris spolu s Mickem Boxem a Berniem Shawem z Uriah Heep nahráli nahrávku „Doamna in Negru“, která měla dvojjazyčný anglicko-rumunský text.[9]
- V roce 2004 nahrál na svůj album The Wizard 's Diary 8-minutovou verzi „Lady in Black“ autor skladby, Ken Hensley[10]
- Píseň „Lady in Black“ jako gregoriánský chorál v roce 2006 nazpívala německá uskupení Gregorian pro jejich projekt Masters of Chant Chapter V.
- V roce 2013 nahrála coververzi „Lady in Black“ na album Dancer and the Moon formace Blackmore's Night